# Ignas Scheynius (företagare)
Erik Ignas Filip Scheynius, född 2 december 1962 i Gällivare församling, Norrbottens län, är en svensk företagare och ordförande för medieföretaget Millennium Media Group samt VD för bolagen NonStop Television och NonStop Entertainment. Han är en av grundarna av Stockholms filmfestival, som startade 1990.
Ignas Scheynius är son till Irvis Scheynius. Han är gift med Git Scheynius.